# Katherine Webb-McCarron
Katherine Elizabeth Webb-McCarron (Montgomery, Alabama, 24 de abril de 1989) es una modelo, reina de belleza y personalidad de televisión estadounidense. Fue coronada Miss Alabama USA 2012.

## Concursos de belleza
En 2007 Webb fue semifinalista en el certamen Miss Georgia USA 2008. Fue coronada Miss Alabama USA en 2012 y luego terminó en el Top 10 de la competencia Miss USA 2012.

## Aparición en el BCS National Championship Game
Webb, quien en ese momento era la novia del por entonces mariscal de campo de Alabama AJ McCarron, ganó la atención nacional durante la transmisión del BCS National Championship Game 2013, en la que el locutor Brent Musburger habló sobre Webb cuando la imagen de la transmisión se centró en ella mientras estaba sentada viendo el juego entre la audiencia. Musburger se refirió a ella como una "dama encantadora" y "hermosa", y le comentó a su compañero de transmisión, el ex mariscal de campo Kirk Herbstreit, "Ustedes los mariscales de campo obtienen todas las mujeres guapas".
Después del juego, la cobertura mediática de los comentarios de Musburger sobre Webb fue generalizada.
Debido a estos hechos, el número de seguidores en la cuenta de Twitter de Webb saltó de la noche a la mañana de unos 2.000 a más de 175.000. Entre sus nuevos seguidores en Twitter estaban la estrella de la NBA LeBron James. Webb también recibió mensajes del ala defensiva de la NFL Darnell Dockett, entre otros. Al día siguiente, la frase "novia de AJ McCarron" fue uno de los términos de mayor tendencia en Google, con más de 1 millón de búsquedas.
Parte de la cobertura criticó los comentarios de Musburger por considerarlos sexistas, y un portavoz de ESPN emitió una disculpa. Webb dijo que no se sintió ofendida por los comentarios y que no sentía que una disculpa de ESPN fuera necesaria. "Creo que los medios de comunicación han sido realmente injustos con Musburger...creo que si hubiera dicho que éramos 'calientes' o 'sexys' o hubiera hecho declaraciones despectivas como esa, creo que habría sido un poco diferente. Pero el hecho de que él dijera que éramos hermosas, no veo por qué ninguna mujer no se sentiría halagada por eso", agregó.

## Celebridad post-BCS
Después de que la cobertura de Webb en el BCS National Championship Game catapultó su popularidad y despertó un interés masivo en ella, Donald Trump, dueño del certamen Miss USA, le ofreció a Webb un puesto como juez de Miss USA. Ella aceptó una oferta de Inside Edition para cubrir el Super Bowl XLVII.
Webb consiguió un lugar como concursante en Splash, anteriormente conocido como Celebrity Diving. Ella empató por la marca más alta en la tercera semana de la competencia, pero se retiró en la quinta semana debido a una lesión en la espalda. Apareció como modelo en la edición 2013 de Sports Illustrated Swimsuit.

## Vida personal
Webb y AJ McCarron anunciaron su compromiso en marzo de 2014. Contrajeron matrimonio el 12 de julio de 2014 en Orange Beach, Alabama. Anunció el 8 de diciembre de 2015 que estaba embarazada de cuatro meses de su primer hijo, al que dio a luz en mayo de 2016. En diciembre de 2018, Webb dio a luz a un segundo hijo. En marzo de 2021, Webb dio a luz al tercer hijo de la pareja.
Webb es evangélica; sin embargo, su esposo e hijos son cristianos católicos devotos.